# Sphaerozosma laeve
Sphaerozosma laeve là một loài Song tinh tảo trong họ Desmidiaceae, thuộc chi Sphaerozosma.